# Вук Бранкович
Вук Бранкович (серб. Вук Бранковић; 1345 — 6 жовтня 1397) — сербський середньовічний шляхтич, жупан Рашки. Один з очільників сербського війська в битві на Косовому полі проти османів 1389 року. Зять князя Лазаря Хребеляновича. Належав до роду Бранковичів.

## Життєпис
Вук Бранкович народився 1345 року. Його батьком був Бранко Младенович, що служив цареві Стефану Душану, отримав від нього придворний титул севастократора й управляв землями навколо Охрида.
Після смерті батька Вук разом з братами Ніколою та Гргуром переселилися в Косово. В останні роки правління царя Стефана Уроша V управління братів обмежили їхніми спадковими володіннями в Дрениці. Після загибелі короля Вукашина Мрнявчевича в битві на Мариці 1371 року Вук захопив Сєницю, Звечан та частину долини річки Лім.

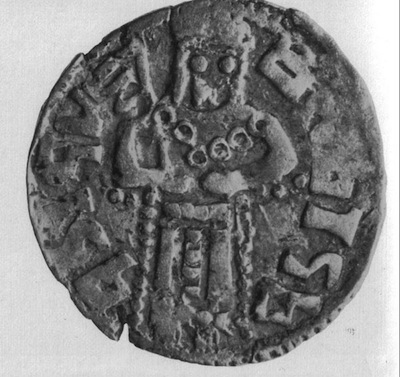
Монета Вука Бранковича

Внаслідок шлюбу з Марою, дочкою одного з наймогутніших сербських магнатів того часу Лазаря Хребеляновича, Вук здобув нові землі в Косові. При цьому Вук мав визнати Лазаря своїм сюзереном. 1373 року Лазар Хребелянович та сербський король Твртко I провели кампанію проти жупана Ніколи Алтомановича; внаслідок поділу його земель Вук Бранкович отримав у володіння частину Рашки (разом з містом Рас — давньою сербською столицею) та землі в долині річки Лім, на півночі сучасної Чорногорії. Після смерті князя Зети Джураджа I Балшича в 1378 році Вук захопив його міста Призрен та Печ, а також Метохію.
Після битви на Мариці (1371) деякі сербські володарі, як-от Константин Деянович, Марко Мрнявчевич та Фома Прелюбович, стали османськими васалами. Північні сербські землі, якими правили Лазар Хребелянович та Вук Бранкович, почали зазнавати набігів з боку турків. Після кількох сербських успіхів у битвах на Дубравниці (1381), під Плочником (1386) та Білечею османи підготували повномасштабне вторгнення в Сербію. Таким чином, 1389 року відбулася битва на Косовому полі, в якій Вук Бранкович брав участь у складі військ свого тестя Лазаря та загонів боснійського короля Твртка.

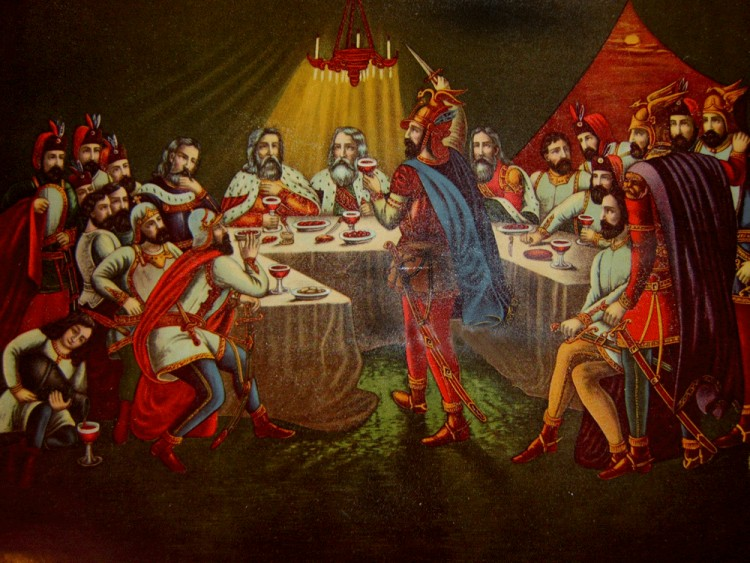
Картина «Князева вечеря» та (1871) зображує вечерю в ніч напередодні битви на Косовому полі

На відміну від Лазаря Хребеляновича, що загинув у битві, Вук зумів зберегти більшу частину своїх військ та вберегтися сам. Пізніше це спричинило формування в сербському фольклорі образу Вука Бранковича як зрадника, що з метою стати єдиним володарем Сербії зрадив свого тестя. Наразі більшість сербських істориків відкидають таку версію.
На відміну від Стефана Лазаревича, сина вбитого Лазаря Хребеляновича, Вук Бранкович після Косовської битви не став османським васалом і навіть почав планувати майбутні дії проти турків разом з угорським королем Сигізмундом Люксембургом. Однак 1392 року турки захопили Скоп'є, через що Вук був змушений визнати їхній сюзеренітет й почати платити данину. Утім, Вук пізніше продемонстрував свою нелояльність османам, відмовившись воювати на одному боці з ними у битвах при Ровині (1395) та Нікополі (1396). Через це у 1395—1396 роках османи здійснили похід у землі Вука й ув'язнили його, а більшість його земель віддали Стефану Лазаревичу.
Вук Бранкович помер 1397 року в османському полоні. Невелика частина його колишніх володінь, зокрема Пріштіна та Вучітрн, османи віддали його синам, змусивши їх визнати свій васалітет.

## Родина
1371 року Вук Бранкович одружився з Марою (Марією) — дочкою Лазаря Хребеляновича та його дружини Миліци. Мара померла 1426 року. У шлюбі народилося троє дітей:
- Гргур[sr] (? — 13 березня 1408);
- Джурадж (1377 — 24 грудня 1456), сербський деспот у 1427—1456 року, успадкував титул від Стефана Лазаревича;
- Лазар[en] (пом. 12 липня 1410).